# Elecciones legislativas de Argentina de 2025
Las elecciones legislativas de Argentina de 2025 se celebrarán el domingo 26 de octubre de dicho año con el objetivo de renovar 127 de las 257 bancas de la Cámara de Diputados para el periodo legislativo 2025-2029, junto con 24 de las 72 bancas del Senado de la Nación para el período 2025-2031.
Estas elecciones de medio término serán las primeras elecciones nacionales en las que se votará utilizando la boleta única de papel, instaurada por la Ley 27.781 de octubre de 2024, en reemplazo de las boletas partidarias.
En esta oportunidad, las siguientes jurisdicciones de primer orden o distritos deberán renovar sus tres senadores: Ciudad Autónoma de Buenos Aires, Chaco, Entre Ríos, Neuquén, Río Negro, Salta, Santiago del Estero y Tierra del Fuego, Antártida e Islas del Atlántico Sur.
El 20 de febrero de 2025, se aprobó el proyecto de suspensión de las elecciones PASO (primarias, abiertas, simultáneas y obligatorias) para ese año, impulsado por el gobierno nacional. Esto significa que se votará únicamente en la elección general del 26 de octubre. Esta ley solo suspende las elecciones primarias para los comicios de 2025, por lo que en los comicios presidenciales y legislativos de 2027, sí se realizarán.  Además, las provincias que implementen elecciones primarias para elegir a sus autoridades locales, las seguirán realizando excepto que se apruebe un proyecto de suspensión para dichos comicios.

## Reglas
Las elecciones legislativas se realizan cada dos años para renovar parcialmente las dos cámaras del Poder legislativo, denominado Congreso nacional. En cada elección se renueva casi la mitad de los cargos de la Cámara de Diputados y un tercio del Senado, correspondientes a ocho de los veinticuatro distritos electorales. En ambos casos la elección se realiza mediante voto directo, secreto y obligatorio, aunque para las personas mayores de 70 años y aquellas que tienen entre 16 y 17 años, no existe sanción en caso de que no deseen votar.
La Cámara de Diputados, según el art. 45 de la Constitución Nacional, se integra con diputados elegidos por cada distrito electoral o jurisdicción de primer orden (23 provincias y 1 ciudad autónoma), a los cuales les corresponde un número de diputados proporcional a su población, actualizándose cada diez años, según el último censo. Sin embargo dicha regla constitucional no fue aplicada luego de 1983. El número de diputados de cada distrito fue establecido por la última dictadura en 1983 (Decreto Ley 22.847/83), según el censo de 1980 y sin cumplir la regla de proporcionalidad, de modo tal que algunos distritos como la ciudad de Buenos Aires y las provincias más chicas tienen más diputados de los que les corresponderían según la Constitución, y otras, como la provincia de Buenos Aires, Córdoba, Santa Fe, Mendoza y Salta, tienen menos. En cada distrito, los cargos se distribuyen de manera proporcional a los votos obtenidos por cada fuerza política, usando el sistema D'Hondt, excluyendo a aquellas fuerzas que obtuvieran menos del 3% del padrón electoral del distrito. Los mandatos de los diputados duran cuatro años y son reelegibles indefinidamente. Para ser diputado se debe tener una edad mínima de 25 años.
El Senado, según el art. 54 de la Constitución Nacional, se compone de tres senadores por cada provincia y tres por la ciudad de Buenos Aires, de los cuales dos corresponden a la fuerza política con mayor número de votos y uno a la segunda. Los mandatos de los senadores duran seis años y son reelegibles indefinidamente. Para ser senador se debe tener una edad mínima de 30 años.

## Cronograma
El cronograma para los diferentes actos electorales nacionales quedó establecido en las siguientes fechas:
- 19 de abril: cierre del padrón provisorio.
- 29 de abril: publicación del padrón provisorio.
- 13 de mayo: vencimiento del plazo para corregir el padrón.
- 7 de agosto: fin del plazo para constituir alianzas y confederaciones.
- 17 de agosto: fin del plazo de presentación de listas de candidatos.
- 27 de agosto: inicio de la campaña electoral de las elecciones legislativas.
- 1 de septiembre: fin del plazo para realizar audiencia pública a fin de exhibir el diseño de la Boleta Única de Papel.
- 16 de septiembre: publicación del padrón definitivo.
- 21 de septiembre: inicio de la campaña electoral en medios de comunicación audiovisual.
- 1 de octubre: inicio de prohibición de actos públicos de gobierno.
- 18 de octubre: inicio del plazo de prohibición para publicar encuestas.
- 24 de octubre: fin de la campaña electoral e inicio de la veda electoral.
- 26 de octubre: elecciones legislativas nacionales.
- 10 de diciembre: asunción de los senadores y diputados electos.

## Cargos a elegir

### Bancas por distrito
| Provincia              | Cámara de Diputados | Cámara de Diputados | Senado    | Senado    |
| Provincia              | Diputados           | A renovar           | Senadores | A renovar |
| ---------------------- | ------------------- | ------------------- | --------- | --------- |
| Buenos Aires           | 70                  | 35                  | 3         | —         |
| Ciudad de Buenos Aires | 25                  | 13                  | 3         | 3         |
| Catamarca              | 5                   | 3                   | 3         | —         |
| Chaco                  | 7                   | 4                   | 3         | 3         |
| Chubut                 | 5                   | 2                   | 3         | —         |
| Córdoba                | 18                  | 9                   | 3         | —         |
| Corrientes             | 7                   | 3                   | 3         | —         |
| Entre Ríos             | 9                   | 5                   | 3         | 3         |
| Formosa                | 5                   | 2                   | 3         | —         |
| Jujuy                  | 6                   | 3                   | 3         | —         |
| La Pampa               | 5                   | 3                   | 3         | —         |
| La Rioja               | 5                   | 2                   | 3         | —         |
| Mendoza                | 10                  | 5                   | 3         | —         |
| Misiones               | 7                   | 3                   | 3         | —         |
| Neuquén                | 5                   | 3                   | 3         | 3         |
| Río Negro              | 5                   | 2                   | 3         | 3         |
| Salta                  | 7                   | 3                   | 3         | 3         |
| San Juan               | 6                   | 3                   | 3         | —         |
| San Luis               | 5                   | 3                   | 3         | —         |
| Santa Cruz             | 5                   | 3                   | 3         | —         |
| Santa Fe               | 19                  | 9                   | 3         | —         |
| Santiago del Estero    | 7                   | 3                   | 3         | 3         |
| Tierra del Fuego       | 5                   | 2                   | 3         | 3         |
| Tucumán                | 9                   | 4                   | 3         | —         |
| Total                  | 257                 | 127                 | 72        | 24        |
| Fuente:                |                     |                     |           |           |

### Bancas por bloque
| Cámara de Diputados de la Nación Argentina | Cámara de Diputados de la Nación Argentina | Cámara de Diputados de la Nación Argentina | Cámara de Diputados de la Nación Argentina |
| Bloque                                     | Bloque                                     | Bancas                                     | Bancas                                     |
| Bloque                                     | Bloque                                     | Totales                                    | A renovar                                  |
| ------------------------------------------ | ------------------------------------------ | ------------------------------------------ | ------------------------------------------ |
|                                            | Unión por la Patria                        | 98/257                                     | 46/127                                     |
|                                            | La Libertad Avanza                         | 39/257                                     | 8/127                                      |
|                                            | PRO                                        | 37/257                                     | 22/127                                     |
|                                            | Unión Cívica Radical                       | 14/257                                     | 11/127                                     |
|                                            | Encuentro Federal                          | 15/257                                     | 7/127                                      |
|                                            | Democracia para Siempre                    | 12/257                                     | 9/127                                      |
|                                            | Innovación Federal                         | 8/257                                      | 3/127                                      |
|                                            | Liga del Interior - ELI                    | 6/257                                      | 3/127                                      |
|                                            | Coalición Cívica                           | 6/257                                      | 4/127                                      |
|                                            | FIT-Unidad                                 | 5/257                                      | 4/127                                      |
|                                            | Movimiento de Integración y Desarrollo     | 3/257                                      | 0/127                                      |
|                                            | Independencia                              | 3/257                                      | 2/127                                      |
|                                            | Producción y Trabajo                       | 2/257                                      | 1/127                                      |
|                                            | Por Santa Cruz                             | 2/257                                      | 1/127                                      |
|                                            | Transformación                             | 1/257                                      | 0/127                                      |
|                                            | CREO                                       | 1/257                                      | 1/127                                      |
|                                            | Defendamos Santa Fe                        | 1/257                                      | 1/127                                      |
|                                            | Movimiento Popular Neuquino                | 1/257                                      | 1/127                                      |
|                                            | Unidos                                     | 1/257                                      | 1/127                                      |
|                                            | Somos Fueguinos                            | 1/257                                      | 1/127                                      |
|                                            | Republicanos Unidos                        | 1/257                                      | 1/127                                      |
| Fuente:                                    |                                            |                                            |                                            |

| Senado de la Nación Argentina | Senado de la Nación Argentina | Senado de la Nación Argentina | Senado de la Nación Argentina |
| Bloque                        | Bloque                        | Bancas                        | Bancas                        |
| Bloque                        | Bloque                        | Totales                       | A renovar                     |
| ----------------------------- | ----------------------------- | ----------------------------- | ----------------------------- |
|                               | Unión por la Patria           | 34/72                         | 15/24                         |
|                               | Unión Cívica Radical          | 13/72                         | 4/24                          |
|                               | PRO                           | 7/72                          | 2/24                          |
|                               | La Libertad Avanza            | 6/72                          | 0/24                          |
|                               | Las Provincias Unidas         | 5/72                          | 2/24                          |
|                               | Innovación Federal            | 3/72                          | 1/24                          |
|                               | Por Santa Cruz                | 2/72                          | 0/24                          |
|                               | Por la Justicia Social        | 1/72                          | 0/24                          |
|                               | Libertad, Trabajo y Progreso  | 1/72                          | 0/24                          |
| Fuente:                       |                               |                               |                               |

## Precandidaturas

### Fuerza Patria
- Juan Grabois, precandidato a presidente del bloque en las primarias de 2023, anunció que será precandidato a diputado por la provincia de Buenos Aires.[26]
- Mariano Recalde buscará renovar su banca en el Senado de la Nación.[27]
- Grabois también anunció que la exlegisladora de la ciudad de Buenos Aires, Ofelia Fernández, se presentará como precandidata a diputada nacional por la ciudad de Buenos Aires.[28] Irá en dupla con Matías Lammens.[27]

### Frente Amplio por la Democracia
- Ricardo Alfonsín ex Embajador en España (2020-2023), anunció su candidatura a diputado nacional por la provincia de Buenos Aires el 29 de noviembre de 2024 en la presentación de un frente creado por el Partido de la Concertación FORJA y el Movimiento Libres del Sur llamado Frente Amplio por la Democracia.[29]

### Frente Amplio por la Soberanía
- El periodista Carlos del Frade anunció su candidatura a diputado nacional por la provincia de Santa Fe luego de que el frente definiera sus candidaturas principales para las elecciones de constituyentes provinciales y legislativas nacionales.[30]

### La Libertad Avanza
- En una entrevista para el canal de televisión A24, el presidente y líder del partido, Javier Milei, dijo que su candidato en la provincia de Buenos Aires será el diputado nacional y excandidato presidencial en 2019, José Luis Espert. No es la primera vez que Milei asegura esto, ya lo hizo en otras oportunidades.[31]
- El 26 de mayo Cristian Ritondo y Diego Santilli se reunieron en la Casa Rosada con Karina Milei y Sebastian Pareja para acordar una alianza entre el PRO y La Libertad Avanza en la provincia de Buenos Aires.[32]
- El 15 de agosto Patricia Bullrich anunció su candidatura como senadora nacional por la Ciudad Autónoma de Buenos Aires.

### Coalición Cívica ARI
- La líder de la Coalición Cívica, exdiputada nacional y ex convencional constituyente, Elisa Carrió anunció en el canal La Nación + que será candidata a diputada nacional por la provincia de Buenos Aires y que la CC-ARI se presentará en soledad, sin alianzas.[33]
- En la ciudad de Buenos Aires la Coalición Cívica se presentará bajo el nombre "Hagamos Futuro", con el apoyo de Horacio Rodríguez Larreta y en alianza con Confianza Pública, partido presidido por Graciela Ocaña. Por esta alianza se presentará Ocaña como primera candidata a Senadora Nacional y Hernán Reyes como primer candidato a diputado nacional.[34]

### Movimiento Confederal
- El periodista, político, empresario y líder del Movimiento Confederal Santiago Cúneo anunció que se presentará como candidato a diputado por la provincia de Buenos Aires para, según él, "terminar" con el Gobierno de Javier Milei.[35]

### Ciudadanos Unidos
- En la Ciudad Autónoma de Buenos Aires, Facundo Manes será el primer candidato a Senador por ese distrito y Martín Lousteau será el primer candidato a Diputado Nacional.[36]

### Frente de Izquierda y de Trabajadores - Unidad
- La referente nacional del PTS en el Frente de Izquierda y exdiputada nacional, Myriam Bregman, confirmó que encabezará la lista de diputados nacionales por la Ciudad de Buenos Aires en octubre.[37]

## Candidaturas por distrito

### Cámara de Diputados
|  | 0 % |

|  | 0 % |

|  | 0 % |

|  | 0 % |

|  | 0 % |

|  | 0 % |

|  | 0 % |

|  | 0 % |

|  | 0 % |

|  | 0 % |

|  | 0 % |

|  | 0 % |

|  | 0 % |

|  | 0 % |

|  | 0 % |

|  | 0 % |

|  | 0 % |

|  | 0 % |

|  | 0 % |

|  | 0 % |

|  | 0 % |

|  | 100 % |

|  | 0 % |

|  | 0 % |

|  | 0 % |

|  | 0 % |

|  | 0 % |

|  | 0 % |

|  | 0 % |

|  | 0 % |

|  | 0 % |

|  | 0 % |

|  | 0 % |

|  | 0 % |

|  | 0 % |

|  | 0 % |

|  | 0 % |

|  | 0 % |

|  | 0 % |

|  | 0 % |

|  | 0 % |

|  | 0 % |

|  | 0 % |

|  | 100 % |

|  | 0 % |

|  | 0 % |

|  | 0 % |

|  | 0 % |

|  | 0 % |

|  | 0 % |

|  | 0 % |

|  | 0 % |

|  | 0 % |

|  | 0 % |

|  | 0 % |

|  | 0 % |

|  | 100 % |

|  | 0 % |

|  | 0 % |

|  | 0 % |

|  | 0 % |

|  | 0 % |

|  | 0 % |

|  | 0 % |

|  | 0 % |

|  | 0 % |

|  | 0 % |

|  | 0 % |

|  | 0 % |

|  | 0 % |

|  | 0 % |

|  | 100 % |

|  | 0 % |

|  | 0 % |

|  | 0 % |

|  | 0 % |

|  | 0 % |

|  | 0 % |

|  | 0 % |

|  | 0 % |

|  | 0 % |

|  | 0 % |

|  | 0 % |

|  | 0 % |

|  | 100 % |

|  | 0 % |

|  | 0 % |

|  | 0 % |

|  | 0 % |

|  | 0 % |

|  | 0 % |

|  | 0 % |

|  | 0 % |

|  | 0 % |

|  | 0 % |

|  | 0 % |

|  | 0 % |

|  | 0 % |

|  | 0 % |

|  | 0 % |

|  | 0 % |

|  | 0 % |

|  | 0 % |

|  | 0 % |

|  | 0 % |

|  | 0 % |

|  | 100 % |

|  | 0 % |

|  | 0 % |

|  | 0 % |

|  | 0 % |

|  | 0 % |

|  | 0 % |

|  | 0 % |

|  | 0 % |

|  | 0 % |

|  | 100 % |

|  | 0 % |

|  | 0 % |

|  | 0 % |

|  | 0 % |

|  | 0 % |

|  | 0 % |

|  | 0 % |

|  | 0 % |

|  | 0 % |

|  | 0 % |

|  | 0 % |

|  | 100 % |

|  | 0 % |

|  | 0 % |

|  | 0 % |

|  | 0 % |

|  | 0 % |

|  | 0 % |

|  | 0 % |

|  | 0 % |

|  | 0 % |

|  | 100 % |

|  | 0 % |

|  | 0 % |

|  | 0 % |

|  | 0 % |

|  | 0 % |

|  | 0 % |

|  | 0 % |

|  | 0 % |

|  | 0 % |

|  | 0 % |

|  | 0 % |

|  | 100 % |

|  | 0 % |

|  | 0 % |

|  | 0 % |

|  | 0 % |

|  | 0 % |

|  | 0 % |

|  | 0 % |

|  | 0 % |

|  | 0 % |

|  | 100 % |

|  | 0 % |

|  | 0 % |

|  | 0 % |

|  | 0 % |

|  | 0 % |

|  | 0 % |

|  | 0 % |

|  | 0 % |

|  | 0 % |

|  | 0 % |

|  | 100 % |

|  | 0 % |

|  | 0 % |

|  | 0 % |

|  | 0 % |

|  | 0 % |

|  | 0 % |

|  | 0 % |

|  | 0 % |

|  | 0 % |

|  | 0 % |

|  | 0 % |

|  | 0 % |

|  | 100 % |

|  | 0 % |

|  | 0 % |

|  | 0 % |

|  | 0 % |

|  | 0 % |

|  | 0 % |

|  | 0 % |

|  | 0 % |

|  | 0 % |

|  | 0 % |

|  | 0 % |

|  | 0 % |

|  | 0 % |

|  | 0 % |

|  | 0 % |

|  | 100 % |

|  | 0 % |

|  | 0 % |

|  | 0 % |

|  | 0 % |

|  | 0 % |

|  | 0 % |

|  | 0 % |

|  | 0 % |

|  | 0 % |

|  | 0 % |

|  | 0 % |

|  | 0 % |

|  | 0 % |

|  | 100 % |

|  | 0 % |

|  | 0 % |

|  | 0 % |

|  | 0 % |

|  | 0 % |

|  | 0 % |

|  | 0 % |

|  | 0 % |

|  | 0 % |

|  | 0 % |

|  | 0 % |

|  | 100 % |

|  | 0 % |

|  | 0 % |

|  | 0 % |

|  | 0 % |

|  | 0 % |

|  | 0 % |

|  | 0 % |

|  | 0 % |

|  | 0 % |

|  | 0 % |

|  | 0 % |

|  | 0 % |

|  | 100 % |

|  | 0 % |

|  | 0 % |

|  | 0 % |

|  | 0 % |

|  | 0 % |

|  | 0 % |

|  | 0 % |

|  | 0 % |

|  | 0 % |

|  | 0 % |

|  | 0 % |

|  | 100 % |

|  | 0 % |

|  | 0 % |

|  | 0 % |

|  | 0 % |

|  | 0 % |

|  | 0 % |

|  | 0 % |

|  | 0 % |

|  | 0 % |

|  | 0 % |

|  | 100 % |

|  | 0 % |

|  | 0 % |

|  | 0 % |

|  | 0 % |

|  | 0 % |

|  | 0 % |

|  | 0 % |

|  | 0 % |

|  | 100 % |

|  | 0 % |

|  | 0 % |

|  | 0 % |

|  | 0 % |

|  | 0 % |

|  | 0 % |

|  | 0 % |

|  | 0 % |

|  | 0 % |

|  | 0 % |

|  | 0 % |

|  | 0 % |

|  | 0 % |

|  | 0 % |

|  | 0 % |

|  | 0 % |

|  | 0 % |

|  | 0 % |

|  | 0 % |

|  | 0 % |

|  | 100 % |

|  | 0 % |

|  | 0 % |

|  | 0 % |

|  | 0 % |

|  | 0 % |

|  | 0 % |

|  | 0 % |

|  | 0 % |

|  | 0 % |

|  | 100 % |

|  | 0 % |

|  | 0 % |

|  | 0 % |

|  | 0 % |

|  | 0 % |

|  | 0 % |

|  | 0 % |

|  | 0 % |

|  | 0 % |

|  | 0 % |

|  | 0 % |

|  | 0 % |

|  | 100 % |

|  | 0 % |

|  | 0 % |

|  | 0 % |

|  | 0 % |

|  | 0 % |

|  | 0 % |

|  | 0 % |

|  | 0 % |

|  | 0 % |

|  | 100 % |

### Senado
- Capital Federal
- Chaco
- Entre Ríos
- Neuquén
- Río Negro
- Salta
- Santiago del Estero
- Tierra del Fuego

|  | 0 % |

|  | 0 % |

|  | 0 % |

|  | 0 % |

|  | 0 % |

|  | 0 % |

|  | 0 % |

|  | 0 % |

|  | 0 % |

|  | 0 % |

|  | 0 % |

|  | 0 % |

|  | 0 % |

|  | 0 % |

|  | 0 % |

|  | 0 % |

|  | 0 % |

|  | 0 % |

|  | 0 % |

|  | 100 % |

|  | 0 % |

|  | 0 % |

|  | 0 % |

|  | 0 % |

|  | 0 % |

|  | 0 % |

|  | 0 % |

|  | 0 % |

|  | 0 % |

|  | 0 % |

|  | 0 % |

|  | 0 % |

|  | 0 % |

|  | 0 % |

|  | 100 % |

|  | 0 % |

|  | 0 % |

|  | 0 % |

|  | 0 % |

|  | 0 % |

|  | 0 % |

|  | 0 % |

|  | 0 % |

|  | 0 % |

|  | 0 % |

|  | 0 % |

|  | 100 % |

|  | 0 % |

|  | 0 % |

|  | 0 % |

|  | 0 % |

|  | 0 % |

|  | 0 % |

|  | 0 % |

|  | 0 % |

|  | 0 % |

|  | 0 % |

|  | 0 % |

|  | 0 % |

|  | 100 % |

|  | 0 % |

|  | 0 % |

|  | 0 % |

|  | 0 % |

|  | 0 % |

|  | 0 % |

|  | 0 % |

|  | 0 % |

|  | 0 % |

|  | 0 % |

|  | 0 % |

|  | 100 % |

|  | 0 % |

|  | 0 % |

|  | 0 % |

|  | 0 % |

|  | 0 % |

|  | 0 % |

|  | 0 % |

|  | 0 % |

|  | 0 % |

|  | 0 % |

|  | 0 % |

|  | 0 % |

|  | 100 % |

|  | 0 % |

|  | 0 % |

|  | 0 % |

|  | 0 % |

|  | 0 % |

|  | 0 % |

|  | 0 % |

|  | 0 % |

|  | 0 % |

|  | 0 % |

|  | 100 % |

|  | 0 % |

|  | 0 % |

|  | 0 % |

|  | 0 % |

|  | 0 % |

|  | 0 % |

|  | 0 % |

|  | 0 % |

|  | 0 % |

|  | 0 % |

|  | 0 % |

|  | 100 % |

## Nota
1. ↑  De acuerdo con el Artículo 45 de la Constitución Nacional[2] y los datos del Censo 2022, la cantidad de diputados en la Cámara Baja debería ser 359, no 257. Sin embargo, el número de legisladores no se ajusta desde la recuperación de la democracia en 1983.[3]